# Get Back (ASAP)
"Get Back (ASAP)", título completo para "Get Back (As Soon As Possible)", é um single da cantora romena Alexandra Stan.

## Faixas
1. Get Back (ASAP) (3:28)
2. Get Back (ASAP) [Extended Version] (4:25)
3. Get Back (ASAP) [Instrumental Version] (3:29)

## Classificação internacional
O novo single de Alexandra Stan entra imediatamente na classificação oficial do single mais baixado na França, aparecendo na 42ª posição. Nas próximas cinco semanas, a canção sobe nas paradas de chegar ao lugar 19º (atualmente a sua posição mais alta de classificação em paradas francesas). Na última classificação oficial dos indivíduos na França, a canção ganhou uma posição, fixando-se a 22ª posição, superando até mesmo Born This Way, de Lady GaGa, depois de várias semanas, para o 23º lugar. Além disso, a canção estreou no ranking de número 28 em samples, na Bélgica.

## Data de lançamento
| País        | Data                   | Formato          | Gravadora                                       |
| ----------- | ---------------------- | ---------------- | ----------------------------------------------- |
| França      | 28 de março de 2011    | Digital download | Play On, Jeff Records                           |
| Espanha     | 17 de maio de 2011     | Digital download | Blanco y Negro Music                            |
| Bélgica     | 20 de maio de 2011     | Digital download | MediaPro Music Entertainment, ARS Entertainment |
| Itália      | 5 de julho de 2011     | Digital download | EGO Italy                                       |
| Reino Unido | 18 de dezembro de 2011 | Digital download | All Around the World Productions                |